# Eva Mameli Calvino

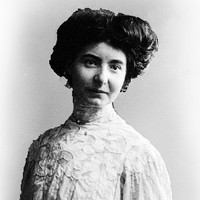
Eva Mameli Calvino (1920er Jahre)

Giuliana Luigia Evelina „Eva“ Mameli Calvino (* 12. Februar 1886 in Sassari; † 31. März 1978 in Sanremo) war eine italienische Botanikerin.

## Biographie

### Jugend und Ausbildung
Eva Mameli wurde als viertes von fünf Kindern einer großbürgerlichen Familie geboren. Ihre Mutter hieß Maria Maddalena Cubeddu, ihr Vater Giovanni Battista Mameli war Oberst bei den Carabinieri. Die Eltern legten großen Wert auf eine gute Ausbildung der Kinder sowie auf deren berufliches Engagement. Eva Mameli besuchte ein öffentliches Gymnasium, das Istituto Tecnico e Nautico „Pietro Martini“, das eigentlich nur für Jungen gedacht war. Nach ihrem Schulabschluss schrieb sie sich an der Universität Cagliari für Mathematik ein und machte 1905 ihren Abschluss. Nach dem Tod des Vaters zogen sie und ihre Mutter nach Pavia zu ihrem ältesten Bruder Efisio, einem Professor für Chemie an der Universität Pavia und späteren Mitbegründer der Partito Sardo d’Azione. Mit ihm teilte sie ihre Liebe zur Natur.
In Pavia nahm Eva Mameli ein Studium der Naturwissenschaften auf und arbeitete im kryptogamischen Labor von Giovanni Briosi (1846–1919), der als einer der ersten in Italien diese „niederen Pflanzen“ erforschte. 1908 erhielt sie ihr Lehrerinnen-Diplom und qualifizierte sich zwei Jahre später für den Schulunterricht in Naturwissenschaften. Nach zwei Jahren als Lehrerin beantragte sie erfolgreich ihre Freistellung vom Unterricht zur Forschungstätigkeit bei Briosi und erhielt zu diesem Zwecke zwei Stipendien. 1911 wurde sie Assistenzprofessorin für Botanik und wurde 1915 als erste Frau in Italien Dozentin in dieser Disziplin.

### Studien und Ehe
Während des Ersten Weltkriegs führte Mameli ihre wissenschaftlichen Studien fort, und sie widmete sich der Pflege verwundeter Soldaten und Typhuskranker im Ghislieri-Lazarett. Dafür wurde sie mit einer Silbermedaille des Roten Kreuzes und einer Bronzemedaille des Innenministeriums ausgezeichnet. Nach dem Krieg ging ihr Bruder Efisio, der als Freiwilliger im Krieg gekämpft hatte, an eine andere Universität, und Briosi starb 1919. Sie lebte allein in Pavia und erhielt mehrere akademische Auszeichnungen, darunter 1919 einen Preis für Naturwissenschaften von der Accademia Nazionale dei Lincei.
1920 lernte die inzwischen 34-jährige Mameli den Agrarwissenschaftler und Botaniker Mario Calvino (1875–1951) persönlich kennen, mit dem sie schon seit längerem über wissenschaftliche Themen korrespondiert hatte. Calvino hatte zuvor in Mexiko und dann in Kuba gearbeitet, wo er in Santiago de las Vegas eine Forschungsstation für Zuckerrohr leitete. Eva Mameli nahm seinen Heiratsantrag sowie das Angebot an, auch als seine Mitarbeiterin mit nach Kuba zu gehen. Das Ehepaar bekam zwei Söhne; der ältere Sohn, Italo Calvino, wurde einer der bedeutendsten Schriftsteller Italiens.

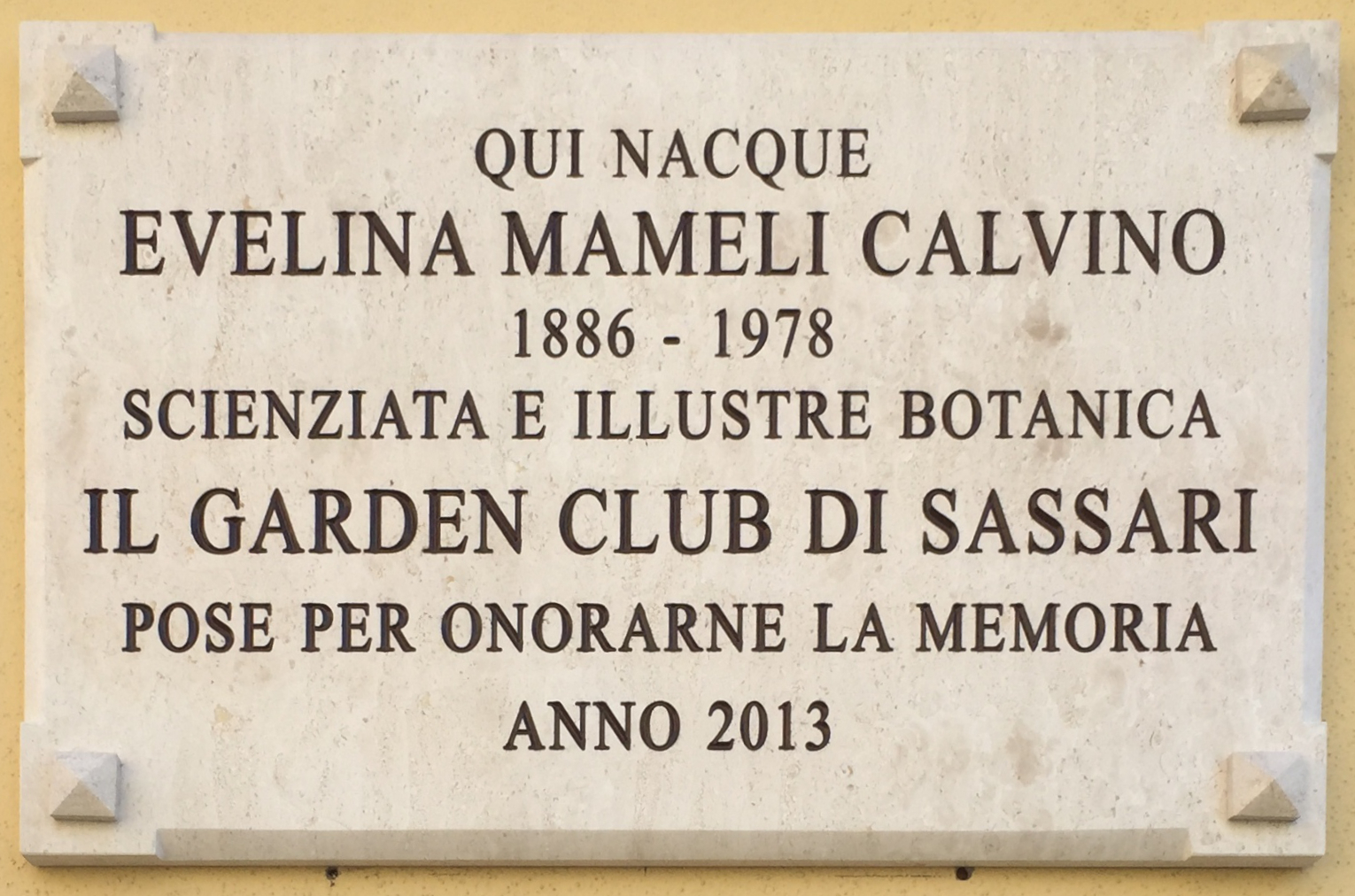
Gedenktafel für Eva Mameli Calvino an ihrem Geburtshaus in Sassari

Wegen der Nachwirkungen eines schweren Hurrikans kehrte die Familie 1925 nach Sanremo, der Heimatstadt von Calvino, zurück, wo sie die Leitung der neu eingerichteten Versuchsanstalt für Blumenzucht Orazio Raimondo übernahmen. Sie brachten aus Kuba tropische Pflanzen mit, die neu in Italien waren. Das Ehepaar kaufte die Villa Meridiana mit einem großen Garten, der auch für die Versuchsanstalt genutzt wurde. Im Jahr darauf entschied Eva Mameli die Ausschreibung für den Lehrstuhl für Botanik an der Universität Cagliari und die Leitung des dortigen Botanischen Gartens für sich; sie war die erste Frau, die diese beiden Positionen innehatte. Sie restaurierte den Garten, der während des Krieges verwildert war, nach dem ursprünglichen Entwurf und führte seltene Pflanzen wieder ein, als Erinnerung an die natürliche Vegetation der Insel vor den Veränderungen durch die Karthager. Nach der Geburt ihres zweiten Sohnes im Jahre 1927 gab sie beide Posten auf.

### Krieg und letzte Lebensjahre
Während des Zweiten Weltkriegs boten Eva Mameli Calvino und ihr Mann Mario Partisanen sowie jüdischen Menschen Unterschlupf. Die Söhne gingen 1944 in den Untergrund und kämpften für die kommunistische Partisanengruppe „Brigate Garibaldi“. Mario Calvino verbrachte 40 Tage im Gefängnis und erlitt zwei simulierte Erschießungen durch Faschisten, um den Verbleib der Söhne zu verraten. 1951 starb Mario Calvino, der von diesem Erlebnis gezeichnet war. Seine Frau übernahm für acht Jahre die Leitung der Blumenzucht. Insgesamt veröffentlichte sie 200 Publikationen zu den Themen Kryptogamie, Physiologie, Pflanzengenetik, Phytopathologie und Blumenzucht. Eva Mameli Calvino, „die gute Hexe, die Iris kultivierte“ – wie ihr Sohn Italo sie nannte – starb am 31. März 1978 in Sanremo im Alter von 92 Jahren.